# Acanthinula aculeata
Acanthinula aculeata es una especie de molusco gasterópodo de la familia Valloniidae en el orden de los Stylommatophora.
Su perióstraco posee pequeñas espinas. Vive en bosques de árboles caducifolios y debajo de los arbustos.

## Distribución geográfica
Se encuentra distribuida por el norte de África, el centro de Rusia y Europa.